# Liste des métropoles du Texas
Cet article donne une Liste des métropoles du Texas aux États-Unis.
Une région (ou aire) métropolitaine aux États-Unis se définit par une approche fonctionnelle et non comme en Europe par une approche historique. Elle consiste en un noyau de comtés urbanisés auquel sont rattachés d'autres comtés contigus sur des critères basés sur le degré d'intégration économique et social (la région métropolitaine prend le nom de la ou des villes les plus importantes incluses dans ce noyau).
| Rang | Métropole                                | Population estimation 2012 | Aires concernées |
| ---- | ---------------------------------------- | -------------------------- | --- |
| 1    | Aire métropolitaine de Dallas/Fort Worth | 6 003 967                  | dans le Texas : les comtés de Dallas, de Tarrant, de Collin, de Denton, de Johnson, d'Ellis, de Parker, de Hunt, de Rockwall, de Wise, de Delta et de Kaufman |
| 2    | Aire métropolitaine de Houston           | 5 539 949                  | dans le Texas : les comtés de Harris, de Fort Bend , de Montgomery, de Brazoria, de Galveston, de Liberty, de Waller, de Chambers, d'Austin et de SanJacinto  |
| 3    | Aire métropolitaine de San Antonio       | 1 942 217                  | dans le Texas : les comtés de Bexar, de Guadalupe, de Comté de Comal, de Medina, de Wilson, d'Atascosa, de Kendall et de Bandera                              |
| 4    | Aire métropolitaine d'Austin             | 1 513 565                  | dans le Texas : les comtés de Travis, de Williamson, de Hays, de Bastrop et de Caldwell                                                                       |
| 5    | Aire métropolitaine de El Paso           | 736 310                    | dans le Texas : le comté d'El Paso |
| 6    | Aire métropolitaine de MaAllen           | 700 634                    | dans le Texas : le comté de Hidalgo |
| 7    | Aire métropolitaine de Corpus Christi    | 415 810                    | dans le Texas : les comtés de Nueces, comtés de San Patricio et comtés d'Aransas,                                                                             |
| 8    | Brownsville-Harlingen                    | 387 717                    | dans le Texas : le comté de Cameron |
| 9    | Beaumont-Port Arthur                     | 379 640                    | dans le Texas : les comtés de Jefferson, de Orange et de Hardin                                                                                               |
| 10   | Killeen-Temple-Fort Hood                 | 351 322                    | dans le Texas : les comtés de Bell, de Coryell et de Lampasas                                                                                                 |
| 11   | Lubbock                                  | 261 411                    | dans le Texas : les comtés de Lubbock et de Crosby |
| 12   | Amarillo                                 | 241 515                    | dans le Texas : les comtés de Potter, de Randall, de Carson et d'Armstrong                                                                                    |
| 13   | Waco                                     | 239 542                    | dans le Texas : le Comté de McLennan |
| 14   | Laredo                                   | 231 470                    | dans le Texas : le Comté de Webb |
| 15   | Longview                                 | 203 367                    | dans le Texas : les comtés de Gregg, de Rusk et d'Upshur |
| 16   | Tyler                                    | 194 635                    | dans le Texas : le comté de Smith |
| 17   | College Station-Bryan                    | 192 152                    | dans le Texas : les comtés de Brazos, de Burleson st de Robertson,                                                                                            |
| 18   | Abilene                                  | 158 063                    | dans le Texas : les comtés de Comté de Taylor, de Comté de Jones et de Comté de Callahan                                                                      |
| 19   | Wichita Falls                            | 145 528                    | dans le Texas : les comtés de Comté de Wichita, de Comté de Clay et d'Comté d'Archer                                                                          |
| 20   | Texarkana                                | 134 510                    | dans le Texas : le Comté de Bowie dans l'Arkansas : le comté de Miller                                                                                        |
| 21   | Odessa                                   | 127 462                    | dans le Texas : le Comté d'Ector |
| 22   | Midland                                  | 124 380                    | dans le Texas : le comté de Midland |
| 23   | Sherman–Denison                          | 118 478                    | dans le Texas : le comté de Grayson |
| 24   | Victoria                                 | 114 088                    | dans le Texas : les comtés de Victoria, de Calhoun et de Goliad                                                                                               |
| 25   | San Angelo                               | 105 752                    | dans le Texas : les comtés de Comté de Tom Green et d'Comté d'Irion                                                                                           |